# Свети Апостоли (Сятища)
„Свети Апостоли“ (на гръцки: Ιερός Ναός Δώδεκα Αποστόλων Σιάτιστας) е православна църква в град Сятища, Егейска Македония, Гърция, част от Сисанийската и Сятищка епархия на Вселенската патриаршия.
Църквата е гробищен храм, разхоложен в източния край на северната махала на града Хора. Изградена е в 1744 година при архиерейството на сятищянина Зосим II Охридски. Представлява доста вкопана трикорабна базилика с притвор и женска църква. Стенописите и иконите на храма са от XVIII век. Над вратата на църквата отвътре има надпис: „Ιστορήθη ο παρών θείος και ιερώτατος ναός των Αγίων Αποστόλων δια συνδρομής επιτρόπων Κυρίου Νικολάου και Νικολάου Γεωργίου Γκαραγκούνη, αωμδ΄ (1844) Μαΐου Λ΄ (30)“ (Изписа се този свети храм на Светите Апостоли с помощта на епитропите господин Николаос и Николаос Георгиу Гарангонис 1844 май 30).